# サント・トラフィカンテ
1. サント・トラフィカンテ・シニア(Santo Trafficante, Sr.、1886年5月28日 - 1954年8月11日)は、シチリア・チャンチャーナ出身のフロリダ州タンパを支配したマフィアのボス。
2. サント・トラフィカンテ・ジュニアは1.の息子。この記事では、彼について説明する。

サント・トラフィカンテ・ジュニア（Santo Trafficante Jr.、1914年11月15日 - 1987年3月17日）はフロリダ州タンパ出身で同地を支配したマフィアのボスだった人物。ボスだった同名の父が1954年に胃癌で死去したのを受けて彼の後を継ぐ。彼が支配した組織は彼の名からトラフィカンテ一家と呼ばれる。
トラフィカンテはマフィアのボスの中でも最も用心深い人物だった。ニューオーリンズでカルロス・マルセロの会議室に行った時も、マルセロは安心して良いと言ったが、用心してお互いの耳元でささやきながら話を進めたという。実際その会議室にはFBIの盗聴器が仕掛けられていたという。
キューバがフルヘンシオ・バティスタ政権下だった1940年代から50年代にバハマでカジノを経営して暗黒街で頭角を現した。この頃にマイヤー・ランスキーらマフィアの大物との付き合いも始まった。その後、フィデル・カストロがキューバで政権を取るとカジノはすべて閉鎖され、トラフィカンテは投獄された。しかし、マフィアの弁護士フランク・ラガーノによって出所する（その後、ラガーノはマフィアとの関係が露見して弁護士資格を剥奪された）。その後は好景気に沸くフロリダ南部を拠点にし、事業拡大を図る。
トラフィカンテ一家はニューヨークのボナンノ一家と関係を保つ一方、テキサス州、ニューオリンズ、シカゴのマフィア・ファミリーと盟友関係にあった。CIAと手を組みフィデル・カストロ暗殺未遂事件を引き受けた3人のボスの一人（あとはサム・ジアンカーナ、カルロス・マルセロ）。トラフィカンテはキューバでカジノを経営しており、カストロがカジノを閉鎖したため大きな収入源を失っていた。そのためカストロ暗殺は望むところであった。ちなみにカストロが暗殺されていたらトラフィカンテがキューバの暗黒街のボスになる予定だったという。一時はカストロに捕らえられていた時期もあった。トラフィカンテがキューバで釈放されたのはジャック・ルビーの手柄だったとサム・ジアンカーナは言っていた。トラフィカンテはキューバに残したキューバ人工作員にCIAが用意した数錠の毒薬を使わせカストロを殺害しようとしたが失敗したという。
1957年にアパラチン会議のとき逮捕されている。
かつてはジョン・F・ケネディを支持していた。
トラフィカンテは1962年に「ケネディは1964年の大統領選では再選されない。ケネディは『ヤラレル』からだ」と予言していた、とキューバの亡命者のホセ・アレマン(Jose Aleman)は1978年の下院暗殺調査会でトラフィカンテの驚くべき発言を打ち明けている。アレマンは後の聴聞会でもこのことを語ったが、トラフィカンテやマフィアからの報復を恐れて、トラフィカンテの言っていたヤラレルとは64年の大統領選では共和党の票のことを言っていたのかもしれないと自分の発言に逃げ道を作って話した。アレマンは下院特別委員会で証言した後、マフィアに殺されるという恐怖心から1983年8月1日に自殺している。なお、トラフィカンテは1976年にフロリダで殺害されたジョン・ロッセーリの死に関与したとも言われている。
1986年には、ボナンノ一家のメンバーがフロリダでナイトクラブを経営していた件について法廷で質問を受けている。ボナンノ一家のメンバーの中には、FBIの秘密捜査官"ドニー・ブラスコ"ことジョゼフ・ピストーネも含まれており、彼の捜査を描いた映画「フェイク」にもトラフィカンテが登場する。
トラフィカンテは晩年心臓を患い、1987年にテキサス州ヒューストンで死去した。トラフィカンテはマフィアの大物ボスだがアメリカの刑務所に入ったことは生涯で1度もない。タンパ郊外のイボール・シティーの、L'Unione Italiana Cemetery に両親と共に埋葬されている。
トラフィカンテの死後はラガーノが跡を継いだが、トラフィカンテ一家は古参メンバーの死に伴い縮小し、現在はフロリダに進出したガンビーノ一家などの五大ファミリーに押されて事実上消滅状態にある。